# 18-я танковая дивизия (вермахт)
18-я танковая дивизия (18. Panzer-Division) — тактическое соединение сухопутных войск вооружённых сил нацистской Германии. Принимала участие во Второй мировой войне. Сформирована в ноябре 1940 года и после разгрома официально расформированное 29 декабря 1943 года.

## Боевой путь дивизии
Сформирована на основании приказа от 26 октября 1940 года в городе Хемниц, на базе 4-й и 14-й пехотных дивизий, вошла в состав 11-й полевой армии.
Перед нападением на СССР в дивизии имелось 218 танков: Pz IV – 36, Pz III – 114, Pz II – 50, Pz I – 6, Pz Bef – 12.
22 июня 1941 года, некоторое количество танков, из состава 18-й танковой дивизии, типа Т-III (Panzerkampfwagen III) версий F, G и Н которые были переоборудованы для движения под водой и должны были использоваться при высадке десанта на английское побережье (с глубиной погружения 15 метров (м.), свежий воздух подавался шлангом длиной 18 м и диаметром 20 см) преодолело по дну Западный Буг на советской границе.

17-я и 18-я танковые дивизии 47-го моторизованного корпуса форсировали Западный Буг на участке Зачопки, Мокраны и, не встречая большого сопротивления со стороны ошеломленных артиллерийским огнем подразделений 6-й стрелковой дивизии и частей, находившихся на строительстве укрепленного района, начали развивать наступление в направлениях Лыщицы и Мотыкалы.— Сандалов Л. М. Боевые действия войск 4-й армии в начальный период Великой Отечественной войны
Севернее Бреста 47-й моторизованный корпус около 11.00 22 июня 1941 года прорвался от Мотыкалы к Видомлю, где столкнулся с советской 30-й танковой дивизией (имела на вооружении 211 легких танков Т-26), которая приостановила продвижение немцев, но тут же подверглась ударам с воздуха. Потери в 30-й танковой дивизии составили до 25 % личного состава, 30 % танков, погибли 3 командира батальонов и 5 командиров рот. В промежуточном донесении группы армий "Центр" указывалось, что 18-я танковая дивизия "отразила сильную танковую атаку русских".
Остановить продвижение 47-го корпуса 2-й танковой группы Гудериана севернее Бреста советские войска не смогли.

Передовые части 18-й немецкой танковой дивизии прорвались в глубь нашей территории на пружанском направлении почти на 40 км.— Сандалов Л. М. Боевые действия войск 4-й армии в начальный период Великой Отечественной войны
С 22 июня 1941 года дивизия (в составе группы армий «Центр») наступала через Белоруссию, затем Смоленск, в направлении на Москву.
В июле 18-я танковая дивизия 2-й танковой группы наступала вдоль Московского шоссе, в авангарде 47-го моторизованного корпуса (генерал танковых войск Й. Лемельзен, имевший целью выйти в район Орши.
30 июня передовые части 18-й танковой дивизии вермахта (командир генерал-майор В. Неринг) вышли на окраину правобережного Борисова. Бетонный мост через Березину был подготовлен к взрыву, но саперы не взрывали мост во исполнение вышестоящих приказов, поскольку через мост постоянно шли отступающие части Красной Армии. Поздно вечером 1 июля немецкие танкисты с ходу захватили мост.
2 июля 1941 года 1-я Московская дивизия нанесла контрудар вдоль шоссе на Борисов. Однако выбить противника с предмостового плацдарма не удалось, в том числе, из-за действий немецкой и советской авиации, которые уничтожали намеренно или по ошибке советские войска. На следующий день советская дивизия перешла к обороне на оборудованных еще в июне позициях, отступив к концу 4 июля под давлением противника.
Фельдфебель Мирзева, следовавший в составе колонны 18-й танковой дивизии:

Внезапно появились они. Мы издали услышали гул двигателей, но всё равно опоздали. Советские танки Т-26 и Т-34, ведя непрерывный огонь, продвигались параллельно нашей колонне. Уже через несколько секунд начался ад кромешный. Следовавшие в центре колонны три грузовика с боеприпасами взлетели на воздух. Жуткий взрыв разметал во все стороны их обломки

Командующий немецкой 2-й танковой группой генерал-полковник Г. Гудериан писал в своих мемуарах:

…18-я танковая дивизия получила достаточно полное представление о силе русских, ибо они впервые применили свои танки Т-34, против которых наши пушки в то время были слишком слабы…
В составе 24-го моторизованного корпуса 2-й танковой группы участвовала в захвате Карачёва и в окружения войск Брянского фронта. В ноябре наступала на Ефремов.
3-я танковая дивизия 2-й танковой армии прорвала оборону советских войск северо-западнее Мценска, а 18-я танковая дивизия заняла Фатеж.
В 1942 году — бои в районе Орла. Весной 1943 года личный состав дивизии принимал участие в боях против советских партизан.
В июле 1943 года — бои на северном фасе Курской дуги. В августе 1943 года — отступила в район Брянска.
29 сентября 1943 года — расформирована, по другим данным её остатки после разгрома отведены в тыл, и 29 декабря 1943 года она официально расформирована, остатки личного состава пошли на сформирование 18-й артиллерийской дивизии, а до этого, в ноябре 1943 года, в окрестностях Киева практически полностью уничтожена, потеряв большую часть вооружения и личного состава.

## Состав дивизии

### 1941 год
- управление (штаб)
- 18-й танковый полк
- 28-й танковый полк
- 18-я стрелковая бригада
  - 52-й стрелковый полк
  - 101-й стрелковый полк
  - 18-й мотоциклетный батальон
- 88-й артиллерийский полк
- 88-й разведывательный батальон
- 88-й противотанковый артиллерийский дивизион
- 98-й сапёрный батальон
- 88-й батальон связи

### 1943 год
- управление (штаб)
- 18-й танковый батальон
- 52-й моторизованный полк
- 101-й моторизованный полк
- 88-й артиллерийский полк
- 18-й разведывательный батальон
- 88-й противотанковый артиллерийский дивизион
- 292-й зенитный артиллерийский дивизион
- 98-й сапёрный батальон
- 88-й батальон связи

Летом 1943 года 18 тд имела в своём составе 72 танка.

## Командиры дивизии
- с 26 октября 1940 — генерал-майор Вальтер Неринг
- с 26 января 1942 — генерал-майор Карл фрайхерр фон Тюнген
- с 15 сентября 1942 — генерал-майор Эрвин Менни
- с 1 февраля 1943 — генерал-лейтенант Карл фрайхерр фон Тюнген
- с 1 апреля 1943 — генерал-майор Карл-Вильгельм фон Шлибен

## После расформирования
Переформирована 1 октября 1943 года в 18-ю артиллерийскую дивизию. Состав: 88-й, 288-й, 388-й артиллерийские полки.

## Награждённые Рыцарским крестом Железного креста (14)
- Юлиус Кирн, 17.07.1941 — капитан, командир 1-й роты 18-го танкового полка
- Отто Букачек, 24.07.1941 — унтер-офицер, командир отделения 10-й роты 52-го стрелкового полка
- Вальтер Неринг, 24.07.1941 — генерал-майор, командир 18-й танковой дивизии
- Карл-Людвиг Кегель, 25.08.1941 — лейтенант, командир 5-й роты 18-го танкового полка
- Клаус фон Люке, 31.08.1941 — лейтенант резерва, командир взвода 9-й роты 18-го танкового полка
- Эрвин Йоллассе, 02.11.1941 — полковник, командир 52-го стрелкового полка
- Хельмут Виршин, 12.01.1942 — штабс-фельдфебель, командир взвода 2-й роты 18-го танкового полка
- Людвиг Ляйнхос, 05.02.1942 — обер-лейтенант, командир 6-й роты 18-го танкового полка
- Ульрих Мельхиор, 07.02.1942 — штабс-фельдфебель, командир взвода 6-й роты 18-го танкового полка
- Дитрих Кох, 23.02.1942 — фельдфебель, командир взвода 3-й роты 88-го противотанкового батальона
- Йорг Бург, 03.03.1943 — лейтенант резерва, командир взвода 2-й роты 18-го танкового батальона
- Эмиль Фогт, 26.03.1943 — оберширрмайстер (обер-фельдфебель) штабной роты 101-го моторизованного полка
- Карл фрайхерр фон Тюнген, 06.04.1943 — генерал-лейтенант, командир 18-й танковой дивизии
- Эрнст Веддиг, 20.04.1943 — лейтенант, командир 4-й роты 101-го моторизованного полка